# روبرت جوزيف
روبرت جوزيف (بالفرنسية: Robert Joseph)‏ (5 مايو 1978 بهايتي - ) هو لاعب كرة سلة هايتي في مركز الوسط. لعب مع CB Bahía San Agustín ‏.

## وصلات خارجية
- روبرت جوزيف على موقع كرة السلة الأوروبية.كوم (الإنجليزية)
- روبرت جوزيف على موقع بروبوليرز (الإنجليزية)